# Samson and Delilah (miniserie)
Samson and Delilah (La Biblia: Sansón y Dalila en España y Sansón y Dalilah en Hispanoamérica) es una miniserie de 1996 dirigida por Nicolas Roeg y protagonizada por Eric Thal, Elizabeth Hurley y Dennis Hopper. 
Es una adaptación para televisión de la historia biblíca de Sansón y Dalila, que ya había sido trasladada a la pantalla anteriormente en varias ocasiones.

## Argumento
Los israelitas están viviendo como esclavos bajo el yugo de los filisteos tras cometer varias ofensas a Dios. Sin embargo El Señor escucha las plegarias del pueblo judío y les envía a un niño llamado Sansón, que tiene la fuerza de cien hombres. Al conocer la existencia de ese niño, el Rey Hanun intenta derrotarle por miedo a ser destronado, pero Sansón, junto a Dalila, logrará su cometido.

## Reparto
| Actor            | Papel         |
| ---------------- | ------------- |
| Eric Thal        | Sansón        |
| Elizabeth Hurley | Dalila        |
| Dennis Hopper    | General Tariq |
| Diana Rigg       | Mara          |
| Michael Gambon   | Rey Hanun     |
| Daniel Massey    | Ira           |
| Paul Freeman     | Manoach       |

## Recepción
Hoy en día la película ha sido valorada en portales cinematográficos. En IMDb, con unos 1200 votos registrados, el filme obtiene una media ponderada de 5,8 sobre 10.